# Фактор зсідання крові IX
F9 (англ. Coagulation factor IX, Фактор Крістмаса) — білок, який кодується однойменним геном, розташованим у людей на короткому плечі X-хромосоми. Довжина поліпептидного ланцюга білка становить 461 амінокислот, а молекулярна маса — 51 778.
| 10         |  | 20         |  | 30         |  | 40         |  | 50         |
| ---------- |  | ---------- |  | ---------- |  | ---------- |  | ---------- |
| MQRVNMIMAE |  | SPGLITICLL |  | GYLLSAECTV |  | FLDHENANKI |  | LNRPKRYNSG |
| KLEEFVQGNL |  | ERECMEEKCS |  | FEEAREVFEN |  | TERTTEFWKQ |  | YVDGDQCESN |
| PCLNGGSCKD |  | DINSYECWCP |  | FGFEGKNCEL |  | DVTCNIKNGR |  | CEQFCKNSAD |
| NKVVCSCTEG |  | YRLAENQKSC |  | EPAVPFPCGR |  | VSVSQTSKLT |  | RAETVFPDVD |
| YVNSTEAETI |  | LDNITQSTQS |  | FNDFTRVVGG |  | EDAKPGQFPW |  | QVVLNGKVDA |
| FCGGSIVNEK |  | WIVTAAHCVE |  | TGVKITVVAG |  | EHNIEETEHT |  | EQKRNVIRII |
| PHHNYNAAIN |  | KYNHDIALLE |  | LDEPLVLNSY |  | VTPICIADKE |  | YTNIFLKFGS |
| GYVSGWGRVF |  | HKGRSALVLQ |  | YLRVPLVDRA |  | TCLRSTKFTI |  | YNNMFCAGFH |
| EGGRDSCQGD |  | SGGPHVTEVE |  | GTSFLTGIIS |  | WGEECAMKGK |  | YGIYTKVSRY |
| VNWIKEKTKL |  | T          |  |            |  |            |  |            |

A: Аланін

C: Цистеїн

D: Аспарагінова кислота

E: Глутамінова кислота

F: Фенілаланін

G: Гліцин

H: Гістидин

I: Ізолейцин

K: Лізин

L: Лейцин

M: Метіонін

N: Аспарагін

P: Пролін

Q: Глутамін

R: Аргінін

S: Серин

T: Треонін

V: Валін

W: Триптофан

Кодований геном білок за функціями належить до гідролаз, протеаз, серинових протеаз, фосфопротеїнів. 
Задіяний у таких біологічних процесах, як зсідання крові, гемостаз, альтернативний сплайсинг. 
Білок має сайт для зв'язування з іонами металів, іоном кальцію, іоном магнію. 
Секретований назовні.
З віком концентрація фактору зростає у людей і мишей.
Фактор IX інгибується антитромбіном.